# Су-11 (1947)
Су-11 — експериментальний реактивний винищувач ДКБ Сухого. Здійснив перший політ у травні 1947-го. Був виготовлений в одному примірнику. Спроєктований по кресленням та на основі трофейних Messerschmitt Me 262

## Історія створення
У плані дослідного літакобудування на 1947 рік, ДКБ Сухого наказувалося виготовити і здати на державні випробування літак з двома двигунами ТР-1А. На базі закладеного у виробництво дублера Су-9 був побудований винищувач Су-11 з двигуном ТР-1. Конструктивно його планер практично не відрізнявся від першого Су-9, за винятком розташування двигунів не під крилом, а в його площині. Відповідно змінилася і сама конструкція крила.
Пред'явити один примірник літака на державні випробування було потрібно до серпня 1947 року.
Літак отримав шифр «ЛК» і позначення Су-11. У квітні 1947 він був добудований, а 11 травня, літак перевезли на аеродром  ЛІІ.
28 травня льотчик випробувач  Георгій Михайлович Шиянов зробив перший, десятихвилинний політ. В процесі випробувань були внесені наступні зміни: доопрацьовані елерони, подовжили мотогондоли двигуна і злегка змінили геометрію зчленування крила з мотогондолах.
3 серпня, Су-11 пілотований Г. М. Шиянова, був продемонстрований на параді на честь Дня Повітряного флоту СРСР.
15 квітня 1948 року завершилися заводські випробування, за час яких було виконано 54 польоту, загальною тривалістю 21 година 8 хвилин. За результатами випробувань, у зв'язку з відсутністю удосконалених двигунів ТР-1А, спочатку передбачених у вимозі, доведення літака припинили. 28 квітня Су-11 був списаний.
На основі винищувача Су-11 були розроблені нереалізованості проекти фронтового винищувача і винищувача-перехоплювача отримали назву Су-13.

## Технічні характеристики
- Екіпаж: 1 чол.
- Максимальна швидкість у землі = 940 км/год
- Максимальна швидкість на висоті: 925 км/год
- Дальність польоту: 900 км
- Практична стеля: 13000 м
- Довжина: 10,55 м
- Розмах крила: 11,80 м
- Площа крила: 22,20 м²
- Маса порожнього: 4637 кг
- Маса спорядженого: 6350 кг
- Двигун: 2 х ТР-1
- Тяга форсажною: 2 × 1300 кгс
- Гарматне озброєння: 2 × 23 мм НС-23 1 × 37 мм Н-37
- Боєзапас: 2 × 100, 1 × 40 сн.
- Точок підвіски: 2
- Маса підвіски: 500 кг
- Підвісні озброєння: 2 бомби ФАБ-250 або 1 ФАБ-500